# Sivaterins
Els sivaterins (Sivatheriinae) són una subfamília dels giràfids que aparegué durant el Miocè. Aquesta subfamília inclou els gèneres Bramatherium, Helladotherium, Hydaspitherium, Indratherium, Sivatherium i Vishnutherium.